# BeGeistert
BeGeistert es una conferencia anual (anteriormente bianual) de usuarios y desarrolladores del sistema operativo de código abierto Haiku.
La conferencia por lo general tiene lugar en un fin de semana de otoño de cada año en Düsseldorf, Alemania. Su programa consiste generalmente de demostraciones de vendedores de software europeos, eventos de programación y talleres y presentaciones sobre los avances hechos en el desarrollo de Haiku.

## Ediciones
| Edición        | Lema                          | Fecha                            | Ubicación        | Notas                                                                   |
| -------------- | ----------------------------- | -------------------------------- | ---------------- | ----------------------------------------------------------------------- |
| BeGeistert 001 | –                             | 12 de diciembre de 1998          | Düsseldorf       | -                                                                       |
| BeGeistert 002 | –                             | 25 de abril de 1999              | Düsseldorf       | -                                                                       |
| BeGeistert 003 | «BeOS on Your Doorstep»       | 9 de octubre de 1999             | Fráncfort        | En conjunto con la Be Developer Conference                              |
| BeGeistert 004 | «Do It Yourself»              | 15 y 16 de abril de 2000         | Düsseldorf-Eller | –                                                                       |
| BeGeistert 005 | «Arena»                       | 7 y 8 de octubre de 2000         | Düsseldorf-Eller | –                                                                       |
| BeGeistert 006 | «Ghost in the Machine»        | 21 y 22 de abril de 2001         | Düsseldorf-Eller | –                                                                       |
| BeGeistert 007 | «License to Code»             | 19 al 21 de octubre de 2001      | Düsseldorf-Eller | –                                                                       |
| BeGeistert 008 | «The Road Ahead»              | 5 al 7 de abril de 2002          | Düsseldorf-Eller | –                                                                       |
| BeGeistert 009 | «Step By Step»                | 19 y 20 de octubre de 2002       | Düsseldorf-Eller | –                                                                       |
| BeGeistert 010 | «Brave New World»             | 26 y 27 de abril de 2003         | Düsseldorf       | –                                                                       |
| BeGeistert 011 | «NeXTSteps»                   | 18 y 19 de octubre de 2003       | Düsseldorf       | –                                                                       |
| BeGeistert 012 | «Dirty Dozen»                 | 17 y 18 de abril de 2004         | Düsseldorf       | –                                                                       |
| BeGeistert 013 | «(Un)Lucky numbers»           | 16 y 17 de octubre de 2004       | Düsseldorf       | –                                                                       |
| BeGeistert 014 | «Dinner for one»              | 2 y 3 de abril de 2005           | Düsseldorf       | –                                                                       |
| BeGeistert 015 | «The 15th Commandment»        | 8 y 9 de octubre de 2005         | Düsseldorf       | –                                                                       |
| BeGeistert 016 | «Ich bin ein Berliner»        | 20 y 21 de mayo de 2006          | Berlin-Wannsee   | –                                                                       |
| BeGeistert 017 | «Marco Polo»                  | 9 y 10 de diciembre de 2006      | Milán            | –                                                                       |
| BeGeistert 018 | «Phoenix»                     | 12 y 13 de enero de 2008         | Düsseldorf       | El evento de programación se realizó antes de la conferencia            |
| BeGeistert 019 | «Alphaville»                  | 11 y 12 de octubre de 2008       | Düsseldorf       | Evento de programación                                                  |
| BeGeistert 020 | «Twenty Things to Do Before…» | 4 y 5 de abril de 2009           | Düsseldorf       | El evento de programación se realizó después de la conferencia          |
| BeGeistert 021 | «21st Century OS»             | 17 y 18 de octubre de 2009       | Düsseldorf       | El evento de programación se realizó después de la conferencia          |
| BeGeistert 022 | «Return of the Cola-Coder»    | 10 y 11 de abril de 2010         | Düsseldorf       | El evento de programación y el día de tutoría se realizó el día después |
| BeGeistert 023 | «Prime Time»                  | 23 y 24 de octubre de 2010       | Düsseldorf       | El evento de programación se realizó antes de la conferencia            |
| BeGeistert 024 | «Black Bird»                  | 29 y 30 de octubre de 2011       | Düsseldorf       | Evento de programación                                                  |
| BeGeistert 025 | «Silver»                      | 30 de marzo y 1 de abril de 2012 | Düsseldorf       | No hubo un evento de programación                                       |
| BeGeistert 026 | «Marathon»                    | 3 y 4 de noviembre de 2012       | Düsseldorf       | Evento de programación                                                  |
| BeGeistert 027 | «TBC (To Be Continued)»       | 14 y 15 de septiembre de 2013    | Düsseldorf       | El evento de programación se realizó después de la conferencia          |
| BeGeistert 028 | «Full Metal Package»          | 25 y 26 de octubre de 2014       | Düsseldorf       | El evento de programación se realizó después de la conferencia          |
| BeGeistert 029 | «To Be Announced...»          | 7 y 8 de noviembre de 2015       | Düsseldorf       | El evento de programación se realizó después de la conferencia          |
| BeGeistert 030 | –                             | 29 y 30 de octubre de 2016       | Düsseldorf       | El evento de programación se realizó después de la conferencia          |
| BeGeistert 031 | «The Dirty One»               | 1 al 4 de noviembre de 2018      | Hamburgo         | –                                                                       |